# Communistische Partij (bolsjewieken) van Litouwen en Wit-Rusland
De Communistische Partij (bolsjewieken) van Litouwen en Wit-Rusland (Russisch: Коммунистическая партия (большевиков) Литвы и Беларуси; Litouws: Lietuvos ir Baltarusijos komunistų partija (bolševikai)) De partij werd op 4 maart 1919 opgericht als enige toegestane partij van de Litouws-Wit-Russische Socialistische Sovjetrepubliek, een staat die bestond in de jaren 1919-1920 en was samengesteld uit delen die thans deel uitmaken van Wit-Rusland en Litouwen. Het was een satellietstaat van de Russische Socialistische Federatieve Sovjetrepubliek.
De partij ontstond na de fusie van de Communistische Partij (bolsjewieken) van Wit-Rusland en de Litouwse Communistische Partij (bolsjewieken). Het bestuur van de partij lag in handen van een uit het Centraal Comité samengesteld 8-koppig Politbureau onder voorzitterschap van Vincas Mickevičius-Kapsukas (1880-1935). Mickevičius-Kapsukas was van Litouwse afkomst. Toen in september 1919 de Litouws-Wit-Russische SSR ten val was gebracht door Poolse en Litouwse Witte Legers, ging de partij ondergronds. De Communistische Partij (bolsjewieken) van Litouwen en Wit-Rusland werd in september opgedeeld in de Communistische Partij (bolsjewieken) van Wit-Rusland en de Litouwse Communistische Partij (bolsjewieken).

## Voorzitter
| No.                            | Imagen                         | Naam                                    | Begin termijn                  | Einde termijn                  |
| Voorzitter van het Politbureau | Voorzitter van het Politbureau | Voorzitter van het Politbureau          | Voorzitter van het Politbureau | Voorzitter van het Politbureau |
| ------------------------------ | ------------------------------ | --------------------------------------- | ------------------------------ | ------------------------------ |
| 1                              |                                | Vincas Mickevičius-Kapsukas (1880-1935) | 8 maart 1919                   | 5 september 1920               |